# Fußball-Sportbereichsklasse Donau-Alpenland 1942/43
Die Gauliga Donau-Alpenland 1942/43 (auch Fußball-Sportbereichsklasse Donau-Alpenland 1942/43) war die fünfte Spielzeit der Gauliga Donau-Alpenland im annektierten Österreich. Der First Vienna FC 1894 konnte erfolgreich den Gaumeistertitel verteidigen und wurden zum insgesamt vierten Mal Österreichischer Fußballmeister. Mit diesem Sieg qualifizierte sich Vienna für die deutsche Fußballmeisterschaft 1942/43, bei der sie nach Siegen über den MSV Brünn (5:2), LSV Reinecke Brieg (8:0) und TSV 1860 München (2:0) das Halbfinale erreichten. Dieses ging gegen den FV Saarbrücken mit 1:2 verloren, womit der Vienna nur noch das Spiel um den dritten Platz blieb. Dieses fand am 26. Juni 1943 im Berliner Poststadion statt und endete mit einer 1:4-Niederlage der demotivierten Wiener gegen Holstein Kiel.
In dieser Saison waren ausnahmsweise elf Mannschaften vertreten, da Sturm Graz in der vergangenen Saison seinen Spielbetrieb einstellte, diesen nunmehr aber wieder aufnahm und als „elfte“ Mannschaft an der Gauliga teilnehmen durfte. Da zur kommenden Spielzeit die Anzahl der Vereine in der Liga wieder auf zehn verringert wurden, gab es mit SK Admira Wien, SK Sturm Graz und Aufsteiger SG Reichsbahn Wien drei Absteiger. Da der Acht- und Neuntplatzierte in der Tabelle am Ende punktgleich waren, musste ein Entscheidungsspiel um Platz 8 einberufen werden, welches SC Wacker Wien gewann und somit in der Liga verblieb.

## Gauliga

### Abschlusstabelle
| Pl. | Verein                   | Sp. | S  | U | N  | Tore    | Quote | Punkte |
| --- | ------------------------ | --- | -- | - | -- | ------- | ----- | ------ |
| 1.  | First Vienna FC 1894 (M) | 20  | 13 | 4 | 3  | 087:560 | 1,55  | 30:10  |
| 2.  | Wiener AC (N)            | 20  | 10 | 5 | 5  | 045:290 | 1,55  | 25:15  |
| 3.  | Floridsdorfer AC         | 20  | 11 | 3 | 6  | 061:410 | 1,49  | 25:15  |
| 4.  | Wiener Sport-Club        | 20  | 10 | 5 | 5  | 055:440 | 1,25  | 25:15  |
| 5.  | FK Austria Wien          | 20  | 11 | 2 | 7  | 053:520 | 1,02  | 24:16  |
| 6.  | SK Rapid Wien            | 20  | 10 | 2 | 8  | 065:530 | 1,23  | 22:18  |
| 7.  | FC Wien                  | 20  | 7  | 4 | 9  | 048:490 | 0,98  | 18:22  |
| 8.  | SC Wacker Wien           | 20  | 5  | 7 | 8  | 032:400 | 0,80  | 17:23  |
| 9.  | SG Reichsbahn Wien (N)   | 20  | 6  | 5 | 9  | 038:380 | 1,00  | 17:23  |
| 10. | SK Admira Wien           | 20  | 6  | 4 | 10 | 038:420 | 0,90  | 16:24  |
| 11. | SK Sturm Graz            | 20  | 0  | 1 | 19 | 021:990 | 0,21  | 01:39  |

| (M) | Titelverteidiger              |
| (N) | Aufsteiger aus den 1. Klassen |

Entscheidungsspiel Platz 8:
|                | Ergebnis |                    |
| -------------- | -------- | ------------------ |
| SC Wacker Wien | 2:1      | SG Reichsbahn Wien |

### Torschützenliste
Torschützenkönig der Saison wurde Karl Kerbach vom Floridsdorfer AC mit 31 Treffern in 20 Spielen.

### Aufstiegsrunde

#### Gruppe 1
| Pl. | Verein                                         | Sp. | S | U | N | Tore    | Quote | Punkte |
| --- | ---------------------------------------------- | --- | - | - | - | ------- | ----- | ------ |
| 1.  | LSV Markersdorf (Sieger 1. Klasse Niederdonau) | 4   | 3 | 0 | 1 | 018:600 | 3,00  | 06:20  |
| 2.  | Kapfenberger SC (Sieger 1. Klasse Steiermark)  | 4   | 3 | 0 | 1 | 010:800 | 1,25  | 06:20  |
| 3.  | Villacher SV (Sieger 1. Klasse Kärnten)        | 4   | 0 | 0 | 4 | 004:180 | 0,22  | 0:80   |

#### Gruppe 2
| Pl. | Verein                                               | Sp. | S | U | N | Tore    | Quote | Punkte |
| --- | ---------------------------------------------------- | --- | - | - | - | ------- | ----- | ------ |
| 1.  | SK Amateure Steyr (Sieger 1. Klasse Oberdonau)       | 4   | 3 | 1 | 0 | 015:500 | 3,00  | 07:10  |
| 2.  | 1. Favoritner FC Vorwärts 06 (Sieger 1. Klasse Wien) | 4   | 2 | 1 | 1 | 013:800 | 1,63  | 05:30  |
| 3.  | FG Salzburg (Teilnehmer 1. Klasse Salzburg)          | 4   | 0 | 0 | 4 | 004:190 | 0,21  | 0:80   |

## 1. Klassen
Die Meister der zweitklassigen 1. Klasse Wien, Steiermark, Niederdonau, Kärnten, Oberdonau und Salzburg spielten in zwei verschiedenen kleinen Meisterschaftsmoden um die zwei Aufstiegsplätze. Die Meister der 1. Wiener Klasse A und B, 1. FFC Vorwärts 06 und SC Donaufelder Rasenspieler, mussten zuvor gegeneinander antreten, da nur ein Wiener Verein an der Aufstiegsrunde teilnehmen durfte.

### 1. Klasse Wien

#### Gruppe A
| Pl. | Verein                       | Sp. | S  | U | N  | Tore    | Quote | Punkte |
| --- | ---------------------------- | --- | -- | - | -- | ------- | ----- | ------ |
| 1.  | 1. Favoritner FC Vorwärts 06 | 22  | 14 | 3 | 5  | 061:310 | 1,97  | 31:13  |
| 2.  | SPC Helfort                  | 22  | 14 | 3 | 5  | 045:300 | 1,50  | 31:13  |
| 3.  | SC Rot-Stern 03 Wien         | 22  | 12 | 5 | 5  | 053:270 | 1,96  | 29:15  |
| 4.  | ASK Liesing                  | 22  | 10 | 6 | 6  | 037:310 | 1,19  | 26:18  |
| 5.  | SV Atzgersdorf               | 22  | 11 | 4 | 7  | 036:340 | 1,06  | 26:18  |
| 6.  | Wiener AC Sparta             | 22  | 10 | 4 | 8  | 056:390 | 1,44  | 24:20  |
| 7.  | SC Rapid Oberlaa             | 22  | 10 | 3 | 9  | 035:420 | 0,83  | 23:21  |
| 8.  | Post SV Wien (A)             | 22  | 10 | 2 | 10 | 058:370 | 1,57  | 22:22  |
| 9.  | SG Brunn-Perchtoldsdorf      | 22  | 6  | 2 | 14 | 041:780 | 0,53  | 14:30  |
| 10. | Germania Baumgarten          | 22  | 4  | 5 | 13 | 032:590 | 0,54  | 13:31  |
| 11. | SG Reichsbahn II Wien        | 22  | 5  | 3 | 14 | 025:520 | 0,48  | 13:31  |
| 12. | Favoritner AC                | 22  | 4  | 4 | 14 | 030:490 | 0,61  | 12:32  |

| (A) | Absteiger aus der Gauliga |

#### Gruppe B
| Pl. | Verein                  | Sp. | S  | U | N  | Tore    | Quote | Punkte |
| --- | ----------------------- | --- | -- | - | -- | ------- | ----- | ------ |
| 1.  | SC Donauarbeiter Wien   | 18  | 11 | 2 | 5  | 052:280 | 1,86  | 24:12  |
| 2.  | SG Reichsbahn VI Wien   | 18  | 11 | 2 | 5  | 041:370 | 1,11  | 24:12  |
| 3.  | Nußdorfer AC            | 18  | 10 | 3 | 5  | 053:360 | 1,47  | 23:13  |
| 4.  | Landstraßer AC          | 18  | 9  | 4 | 5  | 043:300 | 1,43  | 22:14  |
| 5.  | SCR Hochstädt Wien      | 18  | 6  | 7 | 5  | 027:250 | 1,08  | 19:17  |
| 6.  | SG BAK-SV Eis           | 18  | 9  | 1 | 8  | 024:390 | 0,62  | 19:17  |
| 7.  | SC Germania Schwechat   | 18  | 6  | 6 | 6  | 042:430 | 0,98  | 18:18  |
| 8.  | SG Ordnungspolizei Wien | 18  | 5  | 5 | 8  | 033:450 | 0,73  | 15:21  |
| 9.  | BSG Saurerwerke         | 18  | 4  | 5 | 9  | 037:680 | 0,54  | 13:23  |
| 10. | BSG Felten              | 18  | 1  | 2 | 15 | 020:470 | 0,43  | 04:32  |

#### Entscheidungsspiel Wien
|                                                               | Gesamt |                                                        | Hinspiel | Rückspiel |
| ------------------------------------------------------------- | ------ | ------------------------------------------------------ | -------- | --------- |
| 1. Favoritner FC Vorwärts 06 (Gruppensieger 1. Klasse Wien A) | 5:3    | SC Donauarbeiter Wien (Gruppensieger 1. Klasse Wien B) | 4:1      | 1:2       |

### 1. Klasse Oberdonau
| Pl. | Verein              | Sp. | S  | U | N  | Tore    | Quote | Punkte |
| --- | ------------------- | --- | -- | - | -- | ------- | ----- | ------ |
| 1.  | SK Amateure Steyr   | 18  | 16 | 0 | 2  | 086:240 | 3,58  | 32:40  |
| 2.  | LSV Adlerhorst Wels | 18  | 15 | 1 | 2  | 111:340 | 3,26  | 31:50  |
| 3.  | SK Vorwärts Steyr   | 18  | 11 | 1 | 6  | 071:350 | 2,03  | 23:13  |
| 4.  | Linzer ASK          | 18  | 10 | 0 | 8  | 043:420 | 1,02  | 20:16  |
| 5.  | SC Hertha Wels      | 18  | 9  | 0 | 9  | 042:600 | 0,70  | 18:18  |
| 6.  | SK Admira Linz      | 18  | 8  | 0 | 10 | 057:620 | 0,92  | 16:20  |
| 7.  | Reichsbahn SG Linz  | 18  | 5  | 3 | 10 | 051:780 | 0,65  | 13:23  |
| 8.  | SK Germania Linz    | 18  | 4  | 4 | 10 | 042:750 | 0,56  | 12:24  |
| 9.  | SV Urfahr Linz      | 18  | 3  | 3 | 12 | 028:570 | 0,49  | 09:27  |
| 10. | Welser SC 1912      | 18  | 2  | 2 | 14 | 029:830 | 0,35  | 06:30  |

### 1. Klasse Salzburg
Die Spielsaison in der 1. Klasse Salzburg wurde im Frühjahr abgebrochen, da den Vereinen fast keine Spieler mehr zur Verfügung standen. Salzburg wurde daher in der Aufstiegsrunde von der FG Salzburg (Fußballgemeinschaft Salzburg) vertreten, die vorwiegend aus Nachwuchsspielern sowie manchem ältlichen Spieler der Salzburger Austria und des SAK 1914 bestand.
| Pl. | Verein                | Sp. | S | U | N | Tore    | Quote | Punkte |
| --- | --------------------- | --- | - | - | - | ------- | ----- | ------ |
| 1.  | SV Austria Salzburg   | 3   | 3 | 0 | 0 | 020:300 | 6,67  | 06:0   |
| 2.  | Salzburger AK 1914    | 3   | 1 | 1 | 1 | 009:800 | 1,13  | 03:30  |
| 3.  | 1. Salzburger SK 1919 | 3   | 1 | 1 | 1 | 007:110 | 0,64  | 03:30  |
| 4.  | Reichsbahn Salzburg   | 3   | 0 | 0 | 3 | 004:180 | 0,22  | 0:60   |

### 1. Klasse Niederdonau
Die Spielzeit in der 1. Klasse Niederdonau wurde erneut im K.-o.-System ausgespielt.
Halbfinale
|                     | Ergebnis |                     |
| ------------------- | -------- | ------------------- |
| RSG Wiener Neustadt | 5:1      | RSG Rabensburg      |
| LSV Markersdorf     | 3:1      | LSV Wiener Neustadt |

Finale
|                 | Ergebnis |                     |
| --------------- | -------- | ------------------- |
| LSV Markersdorf | 3:1      | RSG Wiener Neustadt |

### Gauliga Steiermark
Informationen über einen möglichen Meisterschaftsmodus liegen nicht vor. Es sind nur das Ergebnis des Finales bekannt.
|                 | Gesamt |              | Hinspiel | Rückspiel |
| --------------- | ------ | ------------ | -------- | --------- |
| Kapfenberger SC | 6:3    | BSG Rosental | 0:2      | 6:1       |

### 1. Klasse Kärnten
Aus Kärnten ist nur der Sieger, Villacher SV, überliefert.

## Kreisliga Tirol
Die Tiroler Vereine waren nicht in das ostmärkische Fußballgeschehen integriert, sondern spielten ihre Meisterschaft in der Kreisliga Tirol aus. Ein Aufstieg in die Gauliga Donau-Alpenland war damit von vornherein ausgeschlossen. Die diesjährige Meisterschaft wurde abgebrochen und es wurde kein Meister gekürt.
| Pl. | Verein                  | Sp. | S | U | N | Tore    | Quote | Punkte |
| --- | ----------------------- | --- | - | - | - | ------- | ----- | ------ |
| 1.  | Gebirgs-Artillerie Hall | 3   | 3 | 0 | 0 | 017:200 | 8,50  | 06:0   |
| 2.  | Reichsbahn SG Innsbruck | 3   | 2 | 0 | 1 | 012:200 | 6,00  | 04:20  |
| 3.  | SV Innsbruck            | 3   | 1 | 0 | 2 | 006:150 | 0,40  | 02:40  |
| 4.  | FC Wacker Innsbruck     | 3   | 0 | 0 | 3 | 006:220 | 0,27  | 0:60   |